# Grammistes sexlineatus
Espèce
Synonymes
- Grammistes orientalis Bloch & Schneider, 1801
- Perca sexlineata Thunberg, 1792
- Scianea vittata Lacepède, 1802

Statut de conservation UICN

 LC  : Préoccupation mineure
Grammistes sexlineatus, communément nommé poisson savon bagnard, poisson savon à six lignes ou savon rayé d'or entre autres noms vernaculaires, est une espèce de poisson marin de la famille des Serranidae.

## Description
Gramistes sexlineatus est un poisson de taille moyenne pouvant atteindre 30 cm de long.
Son nom vernaculaire découle de la forme de son corps qui rappelle un savon. La teinte de fond de sa livrée est brun foncé avec un certain nombre de lignes blanches à jaune, maximum six, horizontales  dont le nombre varie selon la maturité de l'animal.
Ainsi, les juvéniles ont des points blancs à jaunes sur fond noir et ce jusqu'à une taille approximative de 17,5 mm de long. Par la suite, les points deviennent progressivement des lignes. Jusqu'à une taille de 5 cm, ces poissons savon possèdent trois lignes horizontales. C'est seulement à partir de huit centimètres de long que les individus revêtent les six lignes horizontales distinctives. Il faut noter que chez les individus adultes et proches de la taille maximale, ces lignes tendent à se disjoindre pour former des petits traits entrecoupés de points.

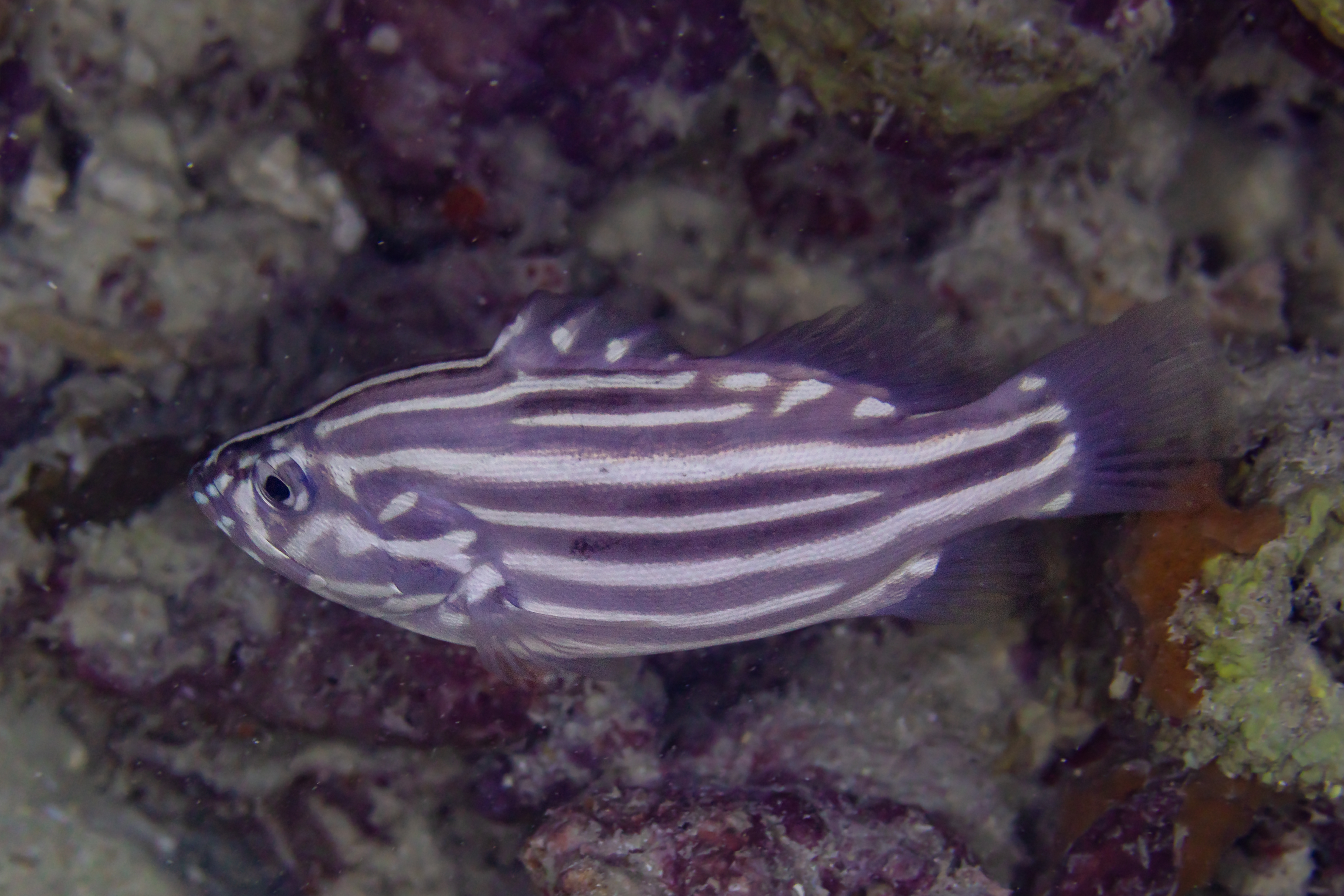
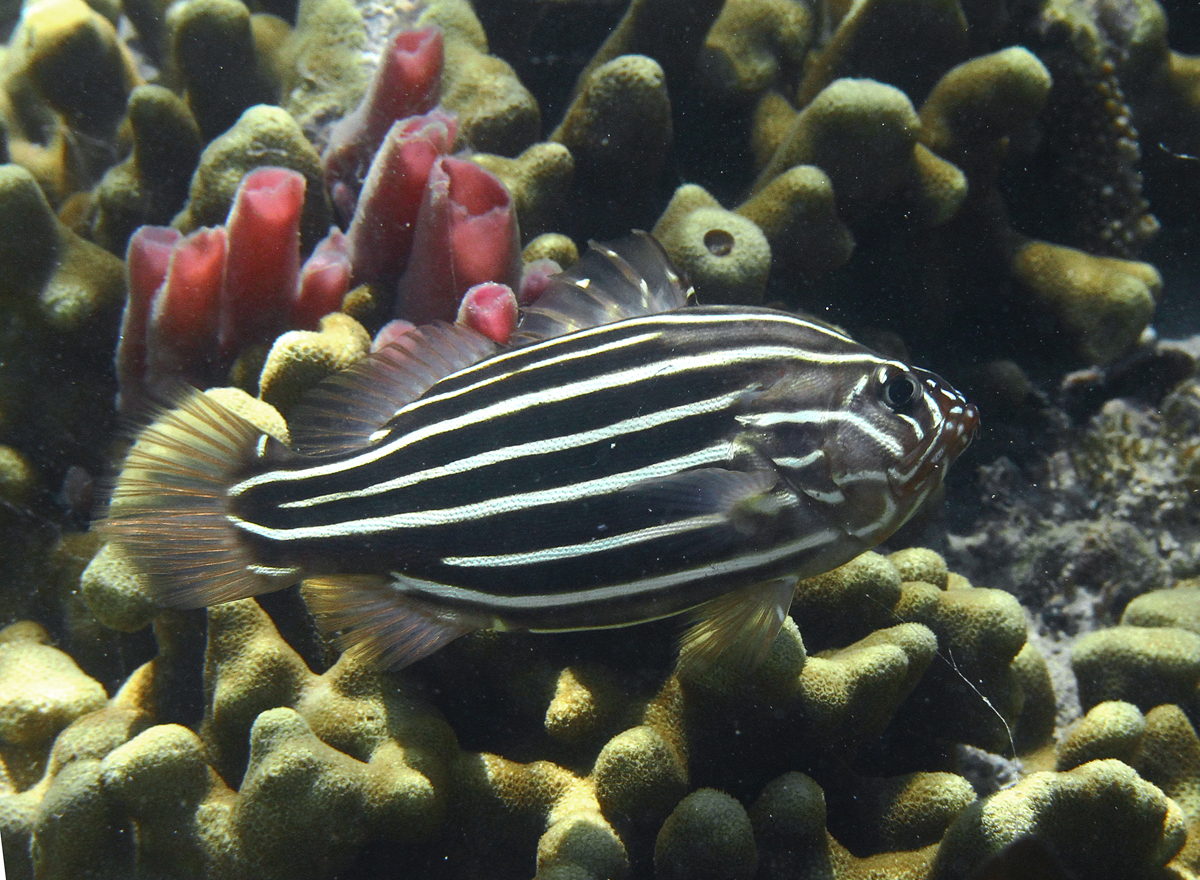
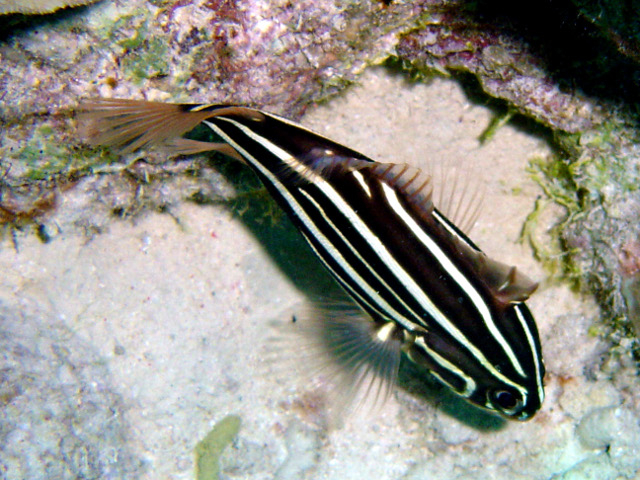
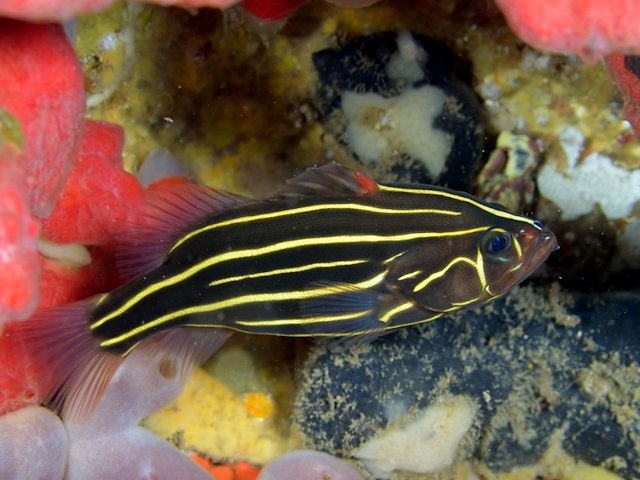

## Distribution & habitat
Le poisson-savon bagnard est présent dans les eaux tropicales et subtropicales de la zone Indo-Pacifique soit des côtes orientales de l'Afrique aux îles du centre de l'Océan Pacifique dont Hawaï, Mer Rouge incluse. Ainsi que du sud du Japon au nord de la Nouvelle-Zélande,.
Ce poisson savon se rencontre dans les zones rocheuses et coralliennes côtières de la surface à 40-50 mètres de profondeur.

## Biologie
Le poisson savon bagnard est un carnivore qui a une activité nocturne. Durant la journée, il se tient en général à l'abri dans de petites cavités ou sous des surplombs.
Il est solitaire et territorial.